# Progomphus abbreviatus
Progomphus abbreviatus är en trollsländeart som beskrevs av Belle 1973. Progomphus abbreviatus ingår i släktet Progomphus och familjen flodtrollsländor. Inga underarter finns listade i Catalogue of Life.